# Oshikōji-dōri
Pour les articles homonymes, voir Oshikōji.
L'Oshikōji-dōri (押小路通, Oshikōji-dōri), littéralement Rue Oshikōji, est une voie du centre-ville de Kyoto. Orientée est-ouest, elle débute au Kiyamachi-dōri (en), près de la rivière Takase et termine au Senbon-dōri (en).

## Description

### Situation
L'Oshikōji-dōri est situé dans l'arrondissement de Nakagyō, proche de voies centrales de la ville, comme le Karasuma-dōri (en) et l'Oike-dōri, dans un quartier d'affaires. La rue est plutôt calme, avec quelques commerces présents.
La rue s'étend du Kiyamachi-dōri (en) au Senbon-dōri (en), avant d'être continué par l'Oike-dōri, puisque les deux rues fusionnent à la gare de Nijō. La rue de contournement de la gare pour se rendre à l'Oike-dōri de l'autre côté de la gare est parfois considérée comme partie de l'Oshikōji-dōri. Une voie directement alignée avec la rue se poursuit de l'autre côté du Kamo-gawa, après le Kiyamachi-dōri et est nommée Niōmon-dōri (ja).
Elle est suivie par le Nijō-dōri au nord et précède l'Oike-dōri au sud.

### Voies rencontrées
De l'est vers l'ouest, en sens unique. Les voies rencontrées de la droite sont mentionnées par (d), tandis que celles rencontrées de la gauche, par (g). Après le Horikawa-dōri (en), elle devient une voie à deux sens.
1. Kiyamachi-dōri (en) (木屋町通) (rivière Takase)
2. Kawaramachi-dōri (en) (河原町通)
3. Teramachi-dōri (en) (寺町通)
4. Gokomachi-dōri (御幸町通)
5. Fuyachō-dōri (ja) (麩屋町通)
6. Tominokōji-dōri (富小路通)
7. Yanaginobanba-dōri (ja) (柳馬場通)
8. Sakaimachi-dōri (堺町通)
9. Takakura-dōri (ja) (高倉通)
10. Ainomachi-dōri (間之町通)
11. Higashinotōin-dōri (en) (東洞院通)
12. Kurumayachō-dōri (間之町通)
13. Karasuma-dōri (en) (烏丸通)
14. Ryōgaemachi-dōri (両替町通)
15. Muromachi-dōri (en) (室町通)
16. Koromonotana-dōri (衣棚通)
17. Shinmachi-dōri (ja) (新町通)
18. Kamanza-dōri (釜座通)
19. Nishinotōin-dōri (ja) (西洞院通)
20. Ogawa-dōri (小川通)
21. Aburanokōji-dōri (ja) (油小路通)
22. Higashihorikawa-dōri (en) (東堀川通)
23. Horikawa-dōri (en) (堀川通) (Devient rue à deux sens)
24. (g) Inokuma-dōri (ja) (猪熊通)
25. (g) Kuromon-dōri (黒門通)
26. (g) Ōmiya-dōri (en) (大宮通)
27. (g) Shinsen'en-dōri (神泉苑通)
28. Bifuku-dōri (美福通)
29. Senbon-dōri (en) (千本通)

### Transports en commun
La rue est accessible par le métro des lignes Karasuma et Tōzai à la station Karasuma-Oike.

## Histoire
À l'époque de la ville impériale (Heian-kyō), la voie correspondait à l'Oshikōji (押小路). Durant l'époque Heian, puisque c'était la rue la plus proche de l'arrière de la cour intérieure de la ville impériale, beaucoup de demeures étaient situées sur elle. À l'époque Kamakura, de nombreuses familles de samouraïs influentes avaient construit une demeure sur la rue, comme le clan Ashikaga. C'est aussi pendant cette période que la ville a été divisée en deux parties, la partie supérieure et la partie inférieure, et la rue n'a donc plus été dans le centre-ville, puisqu'elle était au sud de la ligne de démarcation, le Nijō-dōri.
Après la guerre d'Ōnin, la ville est remaniée par Hideyoshi Toyotomi. À la suite de l'incendie de Hōei (en), la rue est allongée du Karasuma-dōri (en) à l'Aburanokōji-dōri (ja). Pendant l'ère Meiji, la rue se prolonge au Horikawa-dōri (en), puis au Senbon-dōri (en), à son aboutissant actuel. Une ligne de transport ferroviaire y a été installée, devenant plus tard une partie du tracé du tramway de Kyoto.
Le 31 mars 1947, des travaux de réfection allongent la rue de 790 mètres, puis en 1950, de 141 m.

## Patrimoine et lieux d'intérêt

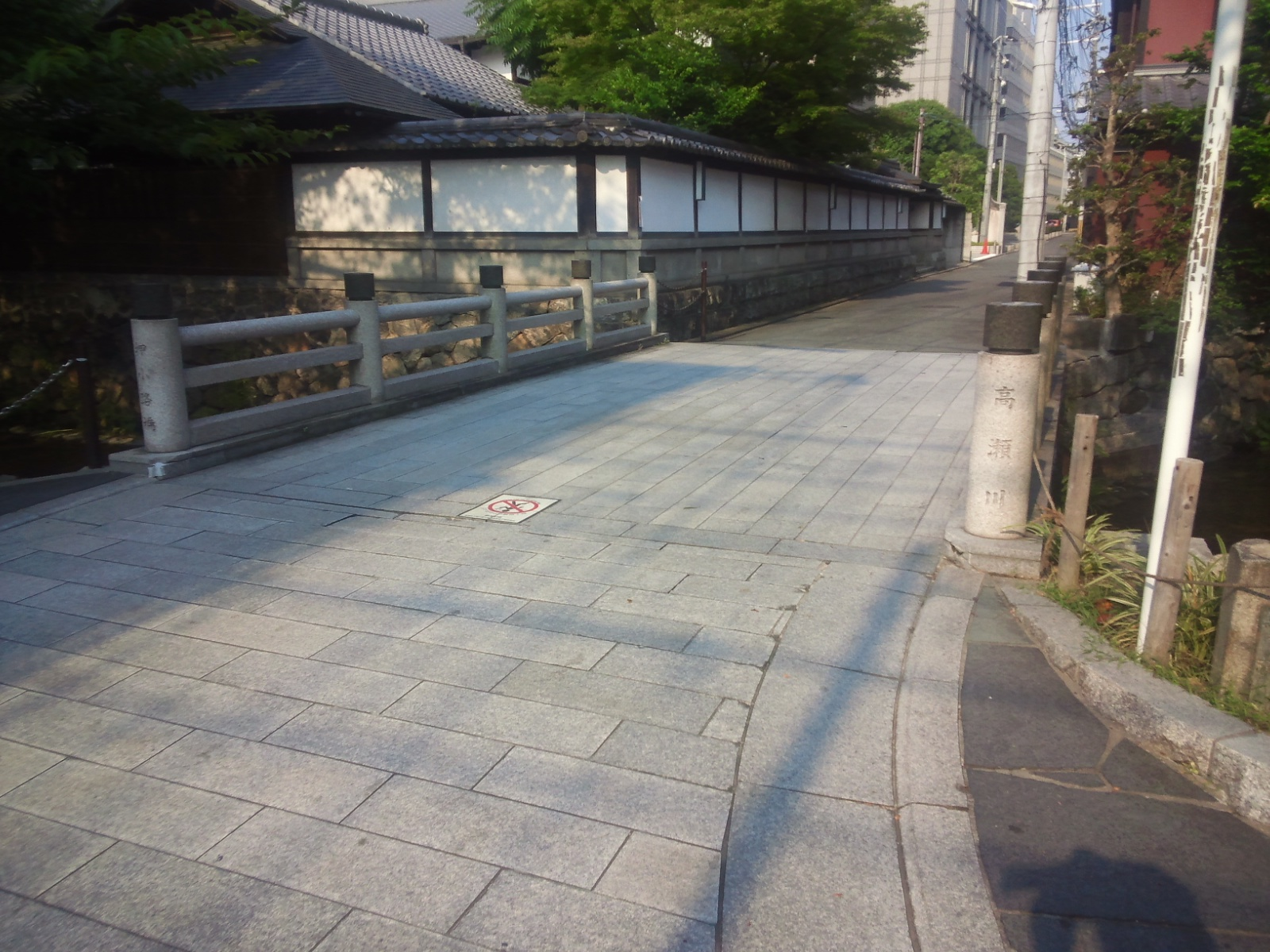
Pont d'Oshikōji.

On retrouve le siège du Service d'incendie de Kyoto (京都市消防局) sur la rue.
- Château de Nijō[5] ;
- Ruines du manoir de Kan'in (ja)[6] ;
- Monument aux ruines du château Myōsenji de Hideyoshi Toyotomi (豊臣秀吉妙顕寺城跡)[6] ;
- Pont d'Oshikōji (押小路橋)[6] ;
- Maison historique Ibarakiya (茨木屋)[6].